# Hidrogenación asimétrica Noyori
En química, la Hidrogenación asimétrica Noyori de cetonas es una reacción química para la hidrogenación enantioselectiva de cetonas, aldehídos e iminas. Esta reacción explota utilizando catalizadores quirales de rutenio introducidos por Ryoji Noyori. Compartió la mitad del Premio Nobel de Química en el 2001 junto con William S. Knowles por el estudio de la hidrogenación asimétrica.
El catalizador BINAP-Ru es utilizado para la hidrogenación asimétrica de cetonas funcionales y el catalizador BINAP/diamina-Ru es utilizado para la hidrogenación asimétrica de cetonas simples. Estas hidrogenaciones se usan en la producción de varias drogas como el antibacterial levofloxacin, el antibiotic carbapenem y el agente antipsicótico BMS181100.

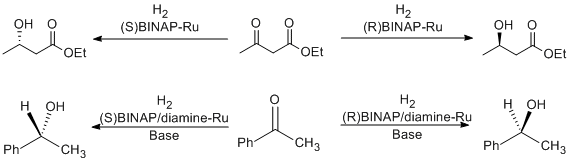
Hidrogenación Noyori.

## Historia
La reducción asimétrica estequiométrica de cetonas es conocida desde hace mucho tiempo pero una versión catalítica práctica fue introducida por Noyori y otros. Mientras que el BINAP-Ru dicarboxilato sólo puede catalizar eficientemente la hidrogenación de olefinas, el BINAP-Ru dihaluro puede catalizar tanto la hidrogenación de olefinas como la hidrogenación de enlaces funcionales C=O.

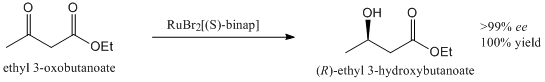
Reacción catalizada BINAP-Ru dihaluro.

Aunque el catalizador BINAP-Ru dihaluro puede reducir cetonas funcionales, la hidrogenación de cetonas simples ha permanecido como un desafío. En 1995, Noyori descubrió que el RuCl2(difosfano)2 (diamina)2 complejo puede catalizar la hidrogenación de cetonas simples. Este sistema también tiene quimioselectividad en el enlace C=O sobre el enlace C=C. La diasteroselectividad y la enantioselectividad se puede conseguir al mismo tiempo utilizando un ligando quiral BINAP.

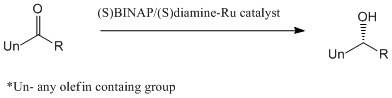
Reacción catalizada BINAP/diamina-Ru.

## Mecanismo y Selectividad

### BINAP-Ru
(A) El precatalizador BINAP-Ru dihaluro toma hidruro del H2 y forma Ru-monohidruro intermedio mientras desprende HCl. (B) El rutenio, centro del catalizador, coordina los átomos de oxígeno en el compuesto de éster. Debido a la quiralidad del ligando BINAP, una de los dos transiciones de estado diastereoméricas posibles es favorecida (La transición de estado a la izquierda es favorecida por encima de la otra debido a la gran R1/ Ph impedimento estérico). (C) El éster obtiene protones y el hidruro los transfiere del catalizador al carbono carbonilo. (D) El compuesto éster hidrogenado deja el catalizador y el solvente coordinado devuelta al catalizador. El (R)-BINAP-Ru cataliza la síntesis del (S)-Producto y el (S)-BINAP Ru cataliza la síntesis de (R)-producto con un alto ee. (E) Nuevamente el catalizador BINAP-Ru deshidratado es utilizado por la adición de otro hidruro del H2. El recién Ru-monohidruro activado vuelve a participar en el ciclo catalítico.

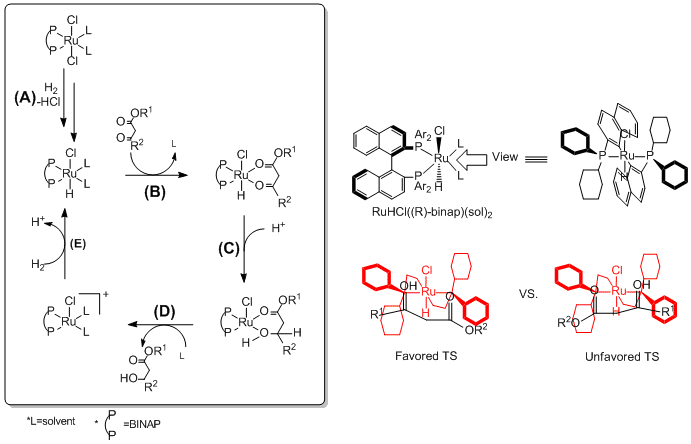
Camino catalítico y selectividad BINAP-Ru.

### BINAP/diamina-Ru
En el sistema catalítico BINAP-Ru, la hidrogenación de cetonas funcionales es catalizada por una transición de estado cuatro-centro (Modelo de transición de estado a la derecha) que forma un metal alcóxido intermedio. A diferencia del BINAP-Ru, el sistema catalítico BINAP/diamina-Ru forma el sexto miembro pericíclico de la transición de estado (Modelo de transición de estado a la izquierda), el cual conduce directamente al producto. Este estado de transición ligando-metal bifuncional no clásico facilita la hidrogenación del enlace C=O con alto índice y la mayor quimioselectividad.

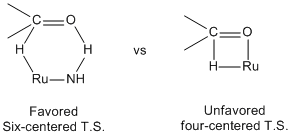
Quimioselectividad Noyori.

El catalizador RuCl2 (difosfano)2 (diamina)2 puede hidrogenar cetonas cíclicas simples diastereoselectivamente. En presencia de una base, las cetonas cíclicas son despojadas de sus protones y racemizadas. En el estado de transición, una porción del monohidruro de rutenio actúa como grupo voluminoso (marcado en rojo en el esquema de abajo). El producto es predecible en el modo en que el catalizador se aproxima del sitio que menos se dificulta.

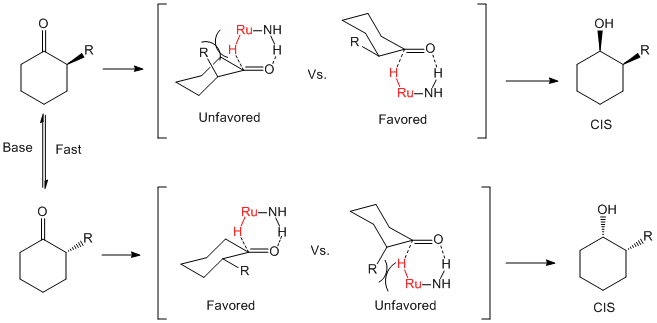
Diastereoselectividad Noyori.

La quiralidad del ligando diamina hizo posible para el BINAP/diamina-Ru complejo reducir cetonas simples enantioselectivamente. Debido al impedimento estérico entre el ligando BINAP y el gran grupo sustituyente en la cetona (fenilo en el esquema de abajo), el estado de transición menos estérico y menos difícil es favorecido tal como se espera. Las cetonas simples incluyen aromático, heteroaromático y alquenil cetonas.

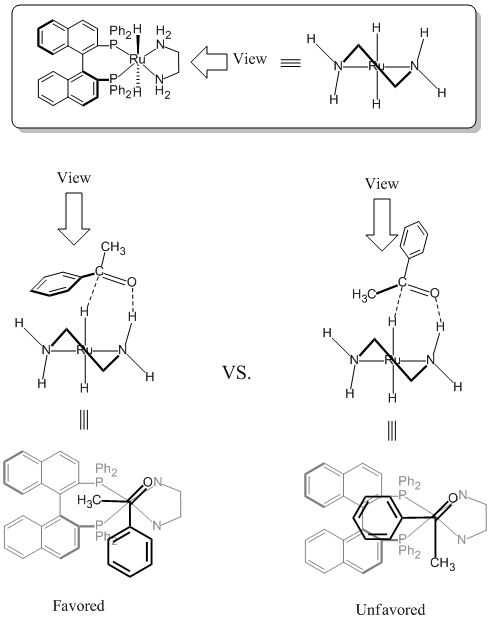
Enantioselectividad Noyori.

(A) El rutenio (difosfano)2 (diamina)2 complejo es activado por la adición de gas hidrógeno. (B) El catalizador activado transfiere hidrógeno e hidruro quimioselectivamente a la cetona a través de una transición de estado pericíclica. (C)(D)(E) El rutenio complejo puede entonces reaccionar con el hidrógeno para modificar el dihidruro de rutenio con la ayuda de una base.

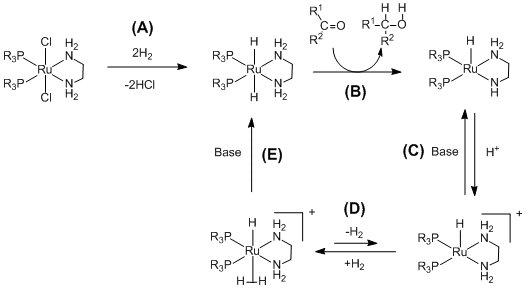
Camino catalítico BINAP/diamina-Ru.

## Alcance del sustrato

### BINAP-Ru
Más adelante un desarrollo a partir del conocimiento previo introdujo el catalizador BINAP-Ru dicarboxilato, el BINAP-Ru dihaluro cataliza la hidrogenación asimétrica de varias cetonas α-,β- funcionales. La reacción es limitada a cetonas funcionales con N,O o sustituyentes de haluro cercanos.

### BINAP/diamina-Ru
A diferencia del catalizador BINAP-Ru dihaluro que requiere cetonas funcionales, el catalizador BINAP/diamina-Ru es efectivo para la reducción asimétrica tanto para las cetonas funcionales como simples y el catalizador BINAP/diamina-Ru puede catalizar cetonas aromáticas, hetereoaromáticas y olefínicas enantioselectivamente. Una mejor estereoselectividad es conseguida cuando uno de los sustituyentes es más grande que el otro.

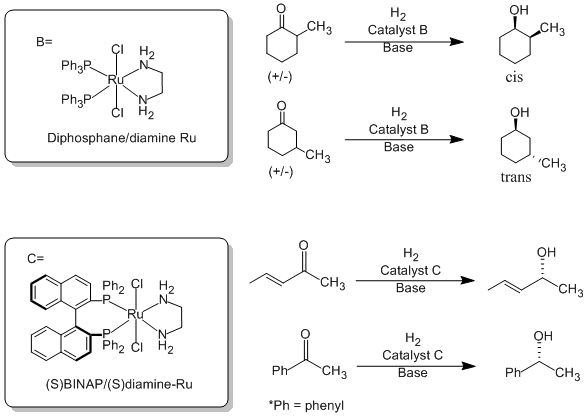
Alcance del catalizador BINAP/diamine-Ru.

## Aplicaciones industriales
Un antibacterial levofloxacin es sintetizado utilizando (R)-1,2-propandiol, el cual es sintetizado a partir de la hidroxiacetona utilizando la hidrogenación asimétrica Noyori (Takasago Co./Daiichi Pharmaceutical Co.).

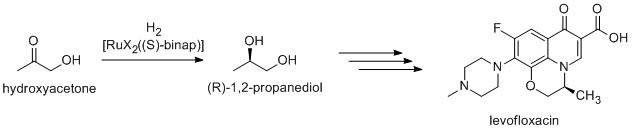
Síntesis levofloxacin.

Un antibiótico carbapenem es también preparado utilizando la hidrogenación asimétrica Noyori vía (2S,3R)-metill 2-(benzamidometil)-3-hidroxibutanoato, el cual es sintetizado a partir de una muestra racémica de metil 2-(benzamidometil)-3-oxobutanoato por la resolución dinámica cinética.

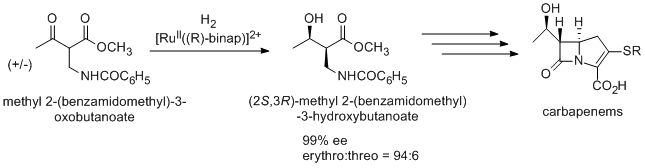
Síntesis carbapenem.

Un agente antipsicótico BMS 181100 es sintetizado utilizando el catalizador BINAP/diamina-Ru.

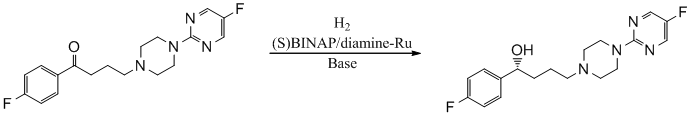
Síntesis BMS181110.